# Juneau
Juneau je hlavní město amerického státu Aljaška a zároveň jeden z jeho obvodů. Je větší než státy Rhode Island a Delaware a téměř tak velké, jako oba tyto státy dohromady. Město dostalo název podle prospektora Joa Juneaua, který ve městě hledal zlato. Před tímto se městu říkalo Rockwell nebo Harrisburg.

## Historie
Město bylo založeno 18. října roku 1880, kdy byla oblast města vyznačena dvěma muži, kteří zde založili důlní stanoviště. Po roce se z dočasného tábora stalo první město založené po koupi Aljašky Američany od Rusů. Hlavním městem je od roku 1906.

## Demografie
Podle sčítání lidu z roku 2018 zde žilo 32 113 obyvatel.

### Rasové složení
- 68,61% Bílí Američané
- 1,01% Afroameričané
- 10,92% Američtí indiáni
- 7,16% Asijští Američané
- 0,99% Pacifičtí ostrované
- 1,28% Jiná rasa
- 10,03% Dvě nebo více ras

Obyvatelé hispánského nebo latinskoamerického původu, bez ohledu na rasu, tvořili 6,3% populace.

## Partnerská města
- Whitehorse, Kanada
- Saskatoon, Kanada
- Ťia-i, Tchaj-wan
- Vladivostok, Rusko